# Baerendorf
Baerendorf je občina v departmaju Bas-Rhin francoske regije Alzacija.
Leta 2008 sta v občini živeli 302 osebi oz. 40 oseb/km².